# Meda Mládková
Meda Mládková, rozená Marie Sokolová, (8. září 1919 Zákupy – 3. května 2022 Praha) byla česká sběratelka umění a mecenáška, zakladatelka Nadace Jana a Medy Mládkových a Musea Kampa. Byla manželkou ekonoma Jana Viktora Mládka. Od roku 1948 žila v exilu, ale udržovala kontakty s československou výtvarnou scénou. Do Československa se vrátila po sametové revoluci v roce 1989.

## Životopis
Vyrůstala v rodině sládka zámeckého pivovaru v Zákupech. Otec byl Čech, matka Sudetská Němka. Později se rodina odstěhovala do Smiřic a Meda Sokolová navštěvovala královéhradecké klasické gymnázium. Měla v úmyslu studovat obchodní akademii a věnovat se tanci, ale rodiče s tím nesouhlasili. Teprve když ji nechali přeřadit na rodinnou školu a přestěhovala se ke své tetě do Prahy, mohla absolvovat taneční kurzy. Školu ukončila roku 1936 a o dva roky později (1938) obdržela diplom profesionální tanečnice u prvorepublikové choreografky Marty Aubrechtové. Za války vystupovala jako tanečnice v Říši, nejprve v tehdy německé (dnes litevské) Klaipėdě a později ve Vídni (1941–1945), a získala sebevědomí a nezávislost. Konec války prožila v Praze. Byla svědkem brutality spojené s vyháněním Němců a tento zážitek se stal jedním z důvodů, proč opustila Československo.

### Život v exilu
Po skončení války se rozhodla získat kvalitní vzdělání ve Švýcarsku a odjela hned roku 1946 do Ženevy. Za pomoci známých splatila školné a po dobu studia si vydělávala jako tanečnice. Původně měla v úmyslu studovat jazyky na École de Traduction et d’Interprétation, ale zapojila se do diskusí v kroužku studentů, kteří studovali ekonomii a politologii a nakonec přestoupila na obor ekonomické a politické vědy na Ženevské univerzitě. Studium úspěšně ukončila a získala doktorát ekonomie za dizertaci, v níž analyzovala Druhou internacionálu.
Po komunistickém puči roku 1948 se Meda Sokolová rozhodla zůstat v exilu. Zapojila se do redakční práce v politicky orientovaném časopisu československých exulantů Skutečnost, který založil roku 1949 Petr Hrubý. Skutečnost představovala manifestační platformu její generace a do širšího okruhu přispěvatelů patřili Ferdinand Peroutka a Pavel Tigrid. Časopis ostře kritizoval vyhnání sudetských Němců, volal po propojenější Evropě a vymezoval se proti komunismu. Obětavě pomáhala shánět peníze na zaplacení školného pro další mladé československé uprchlíky.
Ve Švýcarsku ji chránil jen časově omezený azyl a získání tamního občanství bylo obtížné. Aby si uchovala nabytou svobodu a mohla svobodně cestovat po Evropě, přijala nabídku k sňatku od belgického šlechtice Remi Antoine Josepha de Mûelenaera a roku 1949 se za něj provdala. Získala tak belgický pas a spolu se svým mužem během cest poznala řadu evropských muzeí a galerií.
Během postupného rozpadu redakce časopisu Skutečnost (přestal vycházet roku 1953) založila v Ženevě roku 1952 vlastní nakladatelství Edition Sokolová, které později přesunula do Paříže. V redakční radě byli Ferdinand Peroutka, Josef Kodíček, Julius Firt nebo spisovatel Peter Demetz, pozdější profesor univerzity Yale. Vydala díla exilových autorů (Ferdinand Peroutka, Ivan Blatný) nebo knihu André Bretona o malířce Toyen.
Na přelomu let 1953–54 pomohla své matce, bratrovi a jeho ženě uprchnout přes východní Německo a utečenecký tábor v západním Německu do Paříže.
Roku 1955 se seznámila s ekonomem Janem Mládkem, když ho přišla požádat o finanční příspěvek pro nakladatelství. Krátce nato se rozvedla a roku 1956 začala studovat výtvarné umění na pařížské L’École du Louvre při Sorbonně. Ve stejném roce se seznámila s Františkem Kupkou, na kterého ji upozornil Mládkův přítel, slavný pařížský antikvář Jacques Kugel.
Kupka byl v té době v Československu odmítán a ve Francii nebyl příliš známý. Pro Medu Mládkovou ale znamenaly Kupkovy obrazy zásadní zlom v tom, jak do té doby vnímala moderní umění, a umínila si, že jeho dílo bude propagovat. Navštěvovala pak malíře pravidelně až do Kupkovy smrti roku 1957 a slib, který mu dala, po celý život naplňovala. Během let se jí podařilo shromáždit největší soukromou sbírku Kupkových děl na světě.
V roce 1960 byl Jan Mládek povolán zpět do centrály Mezinárodního měnového fondu ve Washingtonu a Meda Mládková odjela za ním, aby se za něj provdala. Ve Washingtonu studovala americkou literaturu a umění na George Washington University a později na prestižní Johns Hopkins University v Baltimore. Spolu se svým mužem začala budovat sbírku umění, jejíž kvalita brzy vešla v širší povědomí i díky četným návštěvníkům v domě Mládkových. Mezi jejich přátele a známé patřili manželé Peroutkovi a Brzezinští, Henry Kissinger, George Soros nebo Madeleine Albrightová. Meda Mládková začala provozovat společenský salón, do kterého zvala výtvarníky podle svého vkusu. Pro získání některých děl neváhali manželé Mládkovi podstoupit osobní oběti. Aby mohli zakoupit jedno z klíčových děl Františka Kupky Katedrála, prodali svůj dům v Georgetownu ve Washingtonu.
V roce 1967 přijela Meda Mládková do Československa, navštěvovala ateliéry a postupně se seznamovala se zdejší výtvarnou scénou. V roce 1968 získala od Fordovy nadace šestiměsíční stipendia pro humanitní obory a přijela do Prahy vybrat prvních deset stipendistů. Zároveň připravovala ve spolupráci s Jindřichem Chalupeckým a Galerií Václava Špály díla pro výstavu moderního českého umění ve washingtonské Corcoran Gallery. Veškeré další plány zmařila sovětská invaze roku 1968. Meda Mládková pak až do roku 1989 nakupovala díla umělců, kteří v době normalizace nesměli vystavovat, a některé finančně podpořila. Sbírka byla vystavena roku 1987 na výstavě Expressiv v Muzeu moderního umění ve Vídni a následujícího roku v Hirshhornově muzeu moderního umění ve Washingtonu. Na koncepci výstavy a výběru děl spolupracovala Meda Mládková se známým teoretikem Dieterem Rontem.
O Medu Mládkovou se intenzivně zajímala Státní bezpečnost (StB), která na ni postupně založila dva svazky, z nichž jeden byl skartován a zachoval se pouze svazek s krycím názvem Múza. Z něj vyplývá, že informace o Medě Mládkové předával zaměstnanec Artcentra Miroslav Nogol. StB svazek uzavřela roku 1978, když se nepodařilo získat jakoukoli informaci o napojení na CIA nebo jiné nepřátelské činnosti. Přesto roku 1984 úřady znemožnily Medě Mládkové další cesty do Československa.
Roku 1975 se Meda Mládková podílela na výstavě Františka Kupky v Guggenheimově muzeu v New Yorku a Stanislava Kolíbala v Livingstone-Clermont Gallery a doprovázela Jana Mládka na jeho první cestě do Československa od emigrace roku 1948. Jan Mládek zemřel čtyři měsíce před 17. listopadem 1989 a Meda Mládková se vydala do Prahy, aby se zapojila do aktivit Občanského fóra. V té době také poprvé zjišťovala, jaké jsou možnosti přesunout její sbírku umění do Čech.

### Nadace a Museum

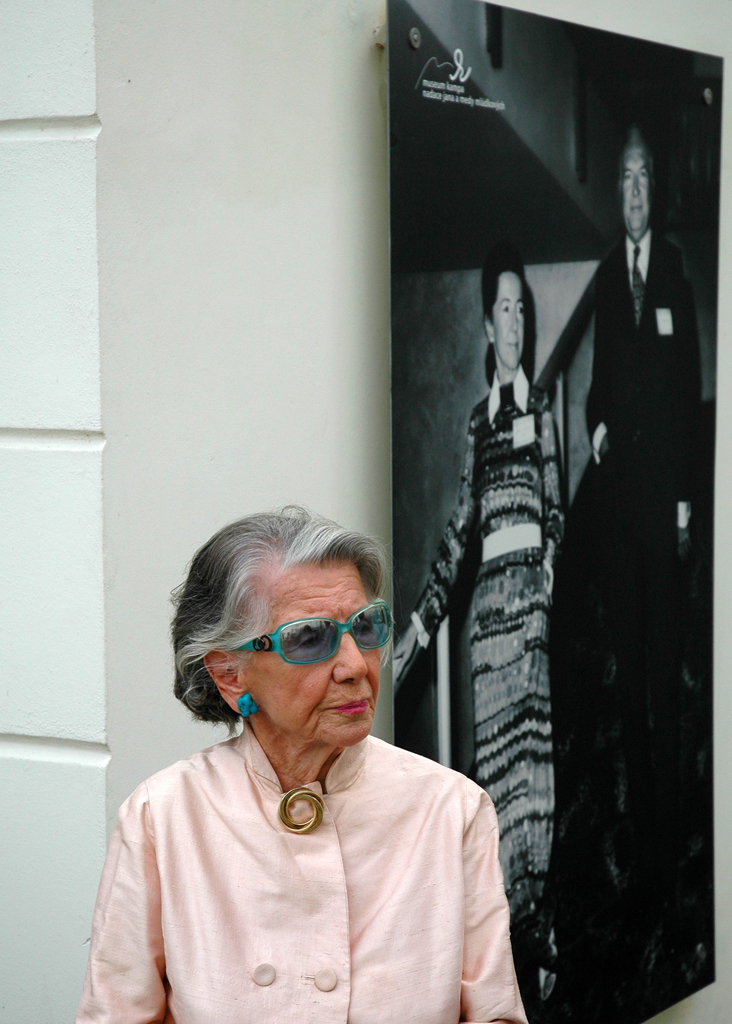
Meda Mládková (2012), foto: Jindřich Nosek

Od roku 1990 usilovala Meda Mládková o získání vhodné budovy, která by sloužila jako stálá expozice její sbírky moderního středoevropského umění. Nakonec se jí po dlouhém úsilí a za velkého osobního nasazení podařilo až téměř po deseti letech získat zpustlé a zchátralé Sovovy mlýny na pražské Kampě.
Budovy rekonstruovala za účasti renomovaných umělců a architektů (Marian Karel, Dana Zámečníková, Václav Cigler, Studio 8000, Josef Pleskot) a neoficiálně poprvé otevřela roku 2001. Hned v následujícím roce postihla Museum Kampa ničivá povodeň, která zatopila přízemí do výše 3 metrů. Sbírky se podařilo zachránit, ale budova musela projít novou rekonstrukcí. Museum Kampa tak slavnostně otevřela až roku 2003.
Budovy pronajalo Museu Kampa hlavní město Praha na 99 let a zároveň získalo celou mimořádně cennou sbírku do svého vlastnictví. Jako připomenutí společných cílů a památky svého muže založila Meda Mládková Nadaci Jana a Medy Mládkových, která muzeum spravuje. Motto, které vítá návštěvníky na vnější stěně hlavního výstavního sálu, vyjadřuje vlastenecké pohnutky manželů Mládkových, které stály na počátku budování sbírky:
| „ | Vydrží-li kultura, přežije národ. | “ |

Aktivity Medy Mládkové se neomezovaly pouze na Museum Kampa. Navrhla zřízení galerie soch pod širým nebem v parku na Kampě. Z jejího podnětu byly oživeny plány na stavbu nové městské galerie v Hradci Králové podle původních plánů Josefa Gočára z roku 1932, kam by zapůjčila díla Františka Kupky ze své sbírky. Dlouhodobě usilovala o pronájem Werichovy vily na Kampě, kde chtěla zřídit muzeum věnované dvojici Jiří Voskovec – Jan Werich a jejich Osvobozenému divadlu. Ve dvou soutěžích na pronájem budovy, vypsaných v roce 2008 a 2013, zvítězila Nadace Jana a Medy Mládkových, Praha 1 však pronájem neschválila. Teprve potřetí byla nadace vybrána za nájemce na jaře 2015 a následně byla zahájena rekonstrukce vily. Po ukončení rekonstrukce byla budova otevřena 30. června 2017. Je zde umístěna stálá expozice o herci Janu Werichovi. Podkroví vily slouží pro pořádání výstav, přednášek a kulturních akcí. V přízemí se nachází kavárna If Café.
Meda Mládková podporovala mladé umělce i po roce 2 000 a svou nemovitost na St. Thomas (Panenské ostrovy) jim propůjčovala jako zimní rezidenci.
Meda Mládková zemřela 3. května 2022 ve věku 102 let a pochována byla dne 24. května 2022 společně s ostatky svého manžela v rodinné hrobce na hřbitově v Rosicích. Na Rosickém zámku je od roku 2024 stálá expozice věnovaná Janu a Medě Mládkovým.

## Ocenění
- 1998 Řád bílého dvojkříže III. třídy[13]
- 1999 Medaile Za zásluhy II. stupně
- 2011 Artis Bohemiae Amicis, cena ministra kultury České republiky[14]
- 2012 Národní řád za zásluhy – komandér[15]
- 2012 Řád Zlaté lípy ministra obrany České republiky
- 2015 jméno Medy Mládkové nese planetka č. 29 419[16]
- 2016 Mecenáš české kultury, ocenění udělené ministrem kultury.

Její jméno nese v Praze 5 ulice Mládkové v postupně nově budované čtvrti Smíchov City (příčná mezi ulicemi Vackové a Radlická).